# Tổng Công ty Đầu tư phát triển Nhà và Đô thị
Tổng công ty Đầu tư phát triển nhà và đô thị là doanh nghiệp trực tiếp phục vụ quốc phòng, an ninh thuộc Bộ Quốc phòng Việt Nam, được Nhà nước Việt Nam đầu tư 100% vốn, hoạt động theo mô hình công ty mẹ- công ty con do Bộ Quốc phòng quyết định thành lập.
Tên giao dịch quốc tế: Ministry of defence, Urban and Housing Development Investment Corporation.
Tên viết tắt tiếng Anh: MHDI.
Tên Quân sự: Ban Xây dựng và quản lý nhà ở Bộ Quốc phòng.

## Lịch sử hình thành
Được thành lập ngày 17/9/1987 theo Quyết định số 183/QĐ-TM ngày 17/9/1987 của Tổng Tham mưu trưởng trên cơ sở Ban Kiến thiết công trình 75325.
Thời kỳ đầu mang tên Ban Quản lý công trình nhà ở Nghĩa đô, thuộc Học viện Kỹ thuật quân sự, sau nhiều lần đổi tên, ngày 15/9/2003, Bộ trưởng Bộ Quốc phòng ra Quyết định số 191/2003/QĐ-BQP đổi tên thành Công ty Đầu tư phát triển nhà và Đô thị-BQP. Sau nhiều lần điều chuyển từ Học viện Kỹ thuật Quân sự về Tổng cục Chính trị, rồi Tổng cục Hậu cần
Ngày 31/3/2005, Bộ trưởng BQP ra Quyết định số 36/2005/QĐ-BQP, điều động Công ty về trực thuộc Bộ Quốc phòng, chịu sự chỉ huy chỉ đạo trực tiếp của Thủ trưởng Bộ Quốc phòng, về hành chính quân sự trực thuộc Bộ Tổng tham mưu. Là doanh nghiệp quốc phòng, an ninh theo quyết định số 206/2008/QĐ-BQP ngày 31/12/2008 của Bộ trưởng BQP.
Ngày 3/10/2009 Bổ trưởng Bộ Quốc phòng Việt Nam ra Quyết định số 3575/QĐ-BQP chuyển Công ty Đầu tư phát triển nhà và đô thị Bộ Quốc phòng thành Công ty Trách nhiệm hữu hạn Một thành viên đầu tư phát triển nhà và đô thị BQP.

## Chức năng nhiệm vụ
Tổng công ty Đầu tư phát triển Nhà và Đô thị Bộ Quốc phòng đặt dưới sự quản lý, điều hành trực tiếp của Thủ trưởng BQP nhằm thực hiện các nhiệm vụ do Bộ Quốc phòng giao và các hoạt động sản xuất kinh doanh khác gồm:
- Chuẩn bị đầu tư các dự án và tổ chức quản lý, thực hiện các dự án đầu tư xây dựng các khu nhà ở, khu đô thị mới phục vụ chính sách nhà ở cho cán bộ Quân đội và kinh doanh theo cơ chế thị trường; Thực hiện các dự án tái định cư; Quản lý, vận hành khai thác dịch vụ nhà ở, khu đô thị mới sau đầu tư; Tư vấn khảo sát thiết kế; Thi công xây lắp công trình; Sản xuất và kinh doanh vật liệu xây dựng;
- Bán nhà thuộc sở hữu Nhà nước cho người đang thuê do Tổng công ty quản lý theo NĐ 61/CP ngày 05/07/1994 của Chính phủ và triển khai thực hiện Quyết định 20/2000/QĐ-TTg của Thủ tướng Chính phủ về chính sách nhà ở cho cán bộ lão thành cách mạng trên địa bàn Thành phố Hà Nội; Bàn giao các khu tập thể Quân đội do Tổng công ty đang quản lý ra TP Hà Nội quản lý...

## Lãnh đạo hiện nay
- Chủ tịch kiêm tổng Giám đốc: Đậu Minh Thanh
- Các Phó Tổng giám đốc

## Tổ chức

### Cơ quan
- Văn phòng
- Phòng Kế hoạch Tổng hợp
- Phòng Dự án Đầu tư
- Phòng Tổ chức - Lao động
- Phòng Kinh doanh
- Phòng Kỹ thuật
- Phòng Tài chính
- Phòng Chính trị
- Phòng Quản lý nhà đất

### Đơn vị trực thuộc

#### Các Ban Quản lý dự án
- Ban Quản lý dự án Mỹ Đình 1. Trụ sở tại Khu đô thị Mỹ Đình I, Phường Cầu Diễn, Quận, Nam Từ Liêm, TP Hà Nội
- Ban Quản lý dự án số 2. Trụ sở tại KĐT Mỹ Đình I - P. Cầu Diễn - Q. Nam Từ Liêm - TP Hà Nội
- Ban Quản lý dự án số 3. Trụ sở tại KĐT Mỹ Đình I - P. Cầu Diễn - Q. Nam Từ Liêm - TP Hà Nội
- Ban Quản lý dự án số 4. Trụ sở tại K26, quận Gò Vấp, TP Hồ Chí Minh
- Ban Quản lý dự án số 5. Trụ sở tại bán đảo Cam Ranh, Khánh Hòa
- Ban Quản lý dự án số 6. Trụ sở tại TP Hải Phòng
- Ban Quản lý dự án số 7. Trụ sở tại TP Vinh, Nghệ An
- Ban Quản lý dự án số 8. Trụ sở tại TP Cần Thơ
- Chi nhánh miền Trung. Trụ sở tại TP Đà Nẵng

#### Các Công ty con
- Công ty TNHH MTV Quản lý nhà và dịch vụ đô thị. Trụ sở: tại Khu đô thị mới Mỹ Đình 1, quận Nam Từ Liêm, TP Hà Nội
- Công ty TNHH MTV Đầu tư phát triển nhà MHDI 2. Trụ sở: tại số 14G, đường Phan Văn Trị, quận Gò Vấp, TP Hồ Chí Minh
- Công ty Cổ phần Đầu tư phát triển nhà MHDI 1. Trụ sở: tại số 86, đường Lê Trọng Tấn, quận Thanh Xuân, TP Hà Nội
- Công ty Cổ phần Xây dựng MHDI 6. Trụ sở: tại đường Nguyễn Hoàng Tôn, quận Tây Hồ, TP Hà Nội
- Công ty Cổ phần Tư vấn khảo sát Thiết kế MHDI 8. Trụ sở tại số 86, đường Lê Trọng Tấn, quận Thanh Xuân, TP Hà Nội
- Công ty Cổ phần sản xuất kinh doanh vật liệu xây dựng MHDI 9. Trụ sở: tại ngõ 104, đường Lê Trọng Tấn, quận Thanh Xuân, TP Hà Nội
- Công ty Cổ phần Sàn giao dịch bất động sản MHDI LAND. Trụ sở: tại Tòa nhà MD Complex Tower, phường Mỹ Đình, quận Nam Từ Liêm, TP Hà Nội
- Công ty Cổ phần Đầu tư xây dựng và thương mại MHDI 10. Trụ sở: tại số 86, đường Lê Trọng Tấn, quận Thanh Xuân, TP Hà Nội

#### Công ty liên kết
Công ty Cổ phần xây dựng Lũng Lô 6.